# Hos Polyneserne på Rennell-øen
Hos Polyneserne på Rennell-øen er en dansk dokumentarfilm fra 1954, der er instrueret af Hakon Mielche.

## Handling
Rennell-øen er en hævet koralø i Salomons-øgruppen. Den er i modsætning til de øvrige øer befolket med lyshudede polynesiere, som længere end noget andet sted i Stillehavet har bevaret deres gamle levevis. Udliggerbåde, pælehuse, fremstilling af basttøj og fiskegarn, tatoveringer og dans ved festlige lejligheder.